# Matías Masiero
Matias Masiero, nome completo Matias Nicolas Masiero Balas (Montevideo, 15 gennaio 1988), è un ex calciatore uruguaiano, di ruolo centrocampista.

## Carriera
È stato acquistato dal Genoa nel mercato di gennaio 2008 dal Central Español. Ha esordito in Serie A il 17 marzo 2008 nella gara contro la Fiorentina, segnando un gol.
Il 21 luglio 2008 passa al Pisa del neopresidente Pomponi con la formula del prestito: in neroazzurro debutta in Serie B il 30 agosto 2008. In campionato disputa soltanto 6 partite senza mai andare a segno, così nel gennaio 2009 viene restituito al Genoa che lo presta al Bella Vista.
Nel giugno 2009 il Genoa lo cede all'Unión Española, club cileno.
Nel 2011 si trasferisce ai cinesi dell'Hangzhou Lücheng.
Dal 2012 torna in Sudamerica, giocando in club cileni e uruguaiani.